# Проспект Генерала Острякова
Генера́ла Остряко́ва проспе́кт (крим. Generala Ostriakova caddesı) — проспект в Ленінському районі Севастополя на Куликовому полі, між вулицею Олега Кошового і мікрорайоном 5-й кілометр.

## Опис

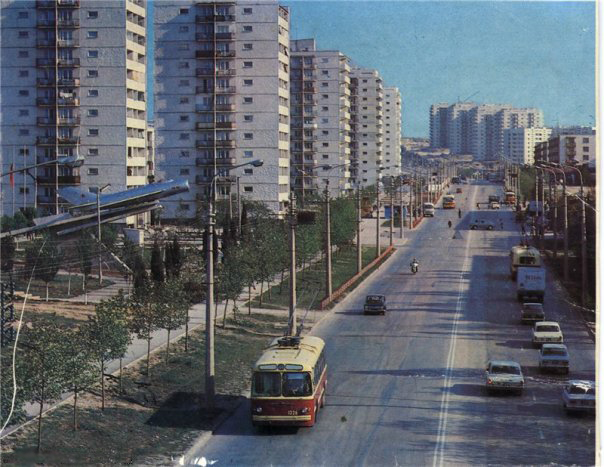
Проспект Генерала Острякова у 1977 році

Одна з набільших вулиць Севастополя, входить до п'ятірки найдовших вулиць міста. Загальна кількість будівель на проспекті Генерала Острякова складає 255. Протяжність проспекту — 4 км та 410 метрів. За її назвою в місті існує топонім «Остряки», яким називають великий спальний район уздовж вулиці.
Проспект бере свій початок від вулиці Гоголя, паралельно проспекту розташовані вулиця Миколи Музики та вулиця Хрустальова.
Був заснований 17 квітня 1951 року як вулиця, названа на честь Острякова Миколи Олексійовича — Героя Радянського Союзу, командувача військово-повітряними силами Чорноморського Флоту 1941—1942 рр.
5 травня 1975 року вулиця Острякова була перейменована на проспект Генерала Острякова. Меморіальне позначення встановлено на будинку № 60.
Вулицю можна поділити на три історичні частини:
- 1) Стара частина (від вул. О.Кошевого до вул. П.Сілаєва), забудована переважно хрущовками в 60-і роки 20 ст. Є також кілька дванадцятиповерхових будинків 70-х років. Зупинки громадського транспорту «Технічна бібліотека» та «Московський ринок».

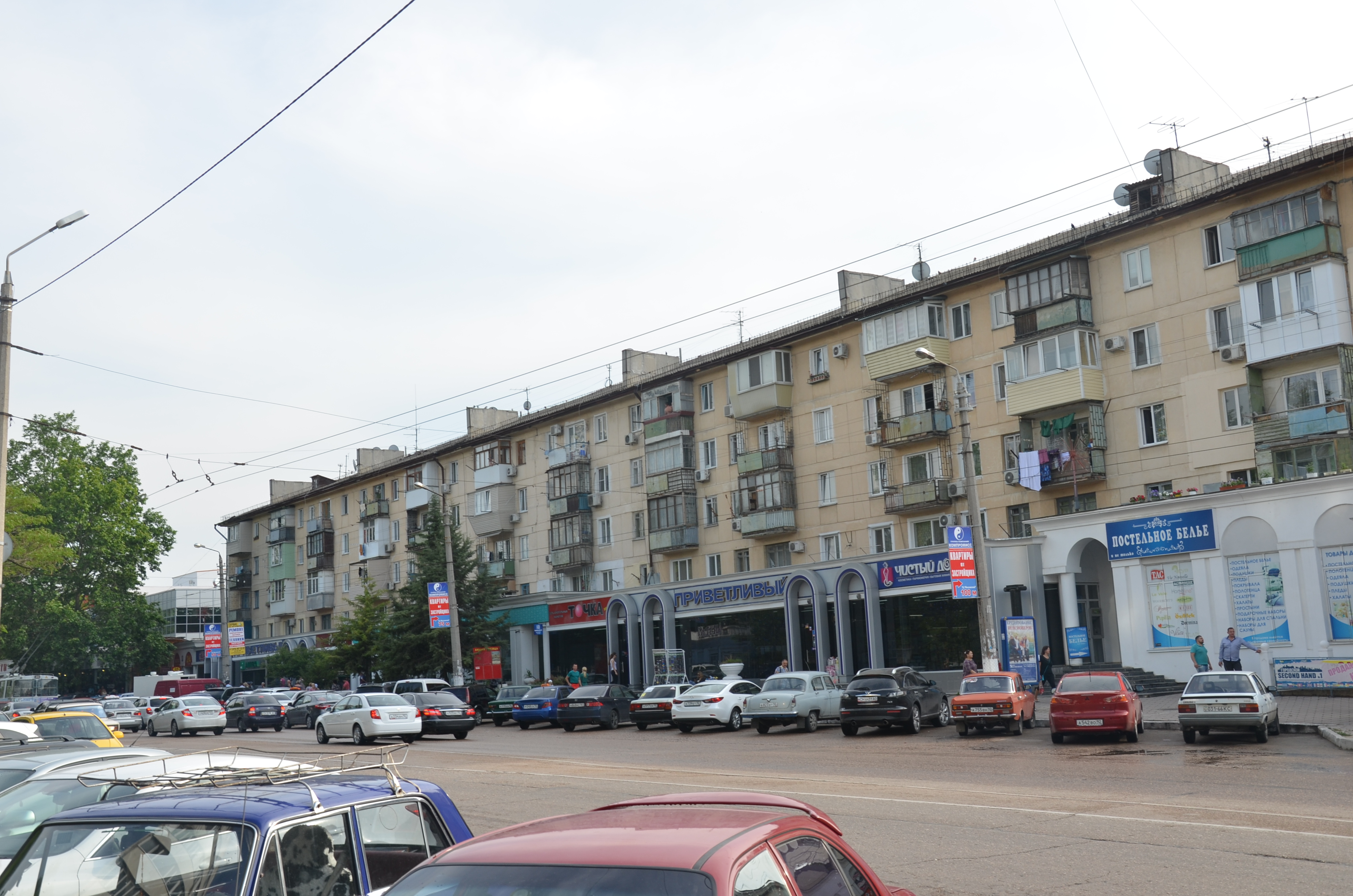
магазин "Приветливый"
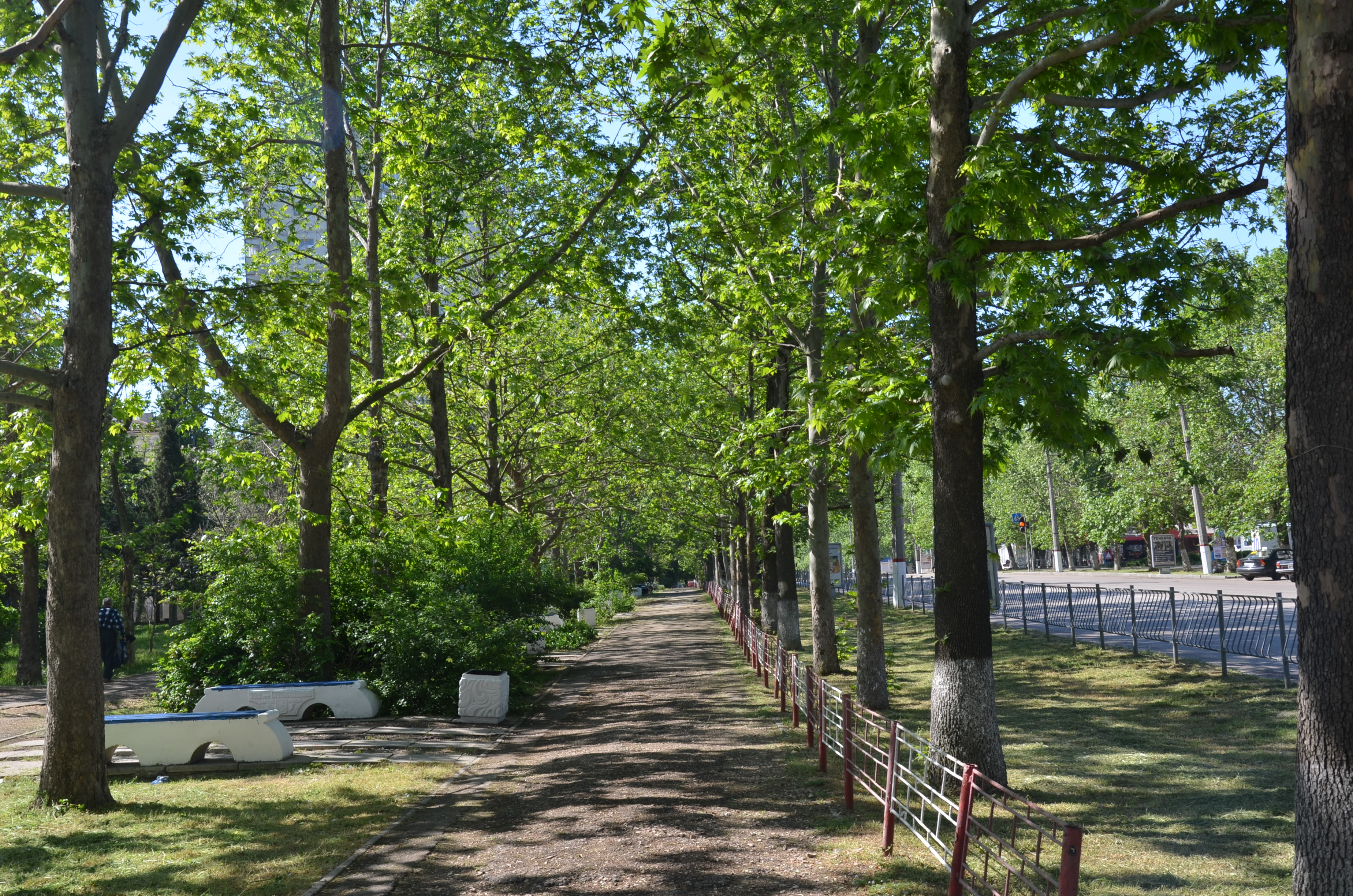
бульвар
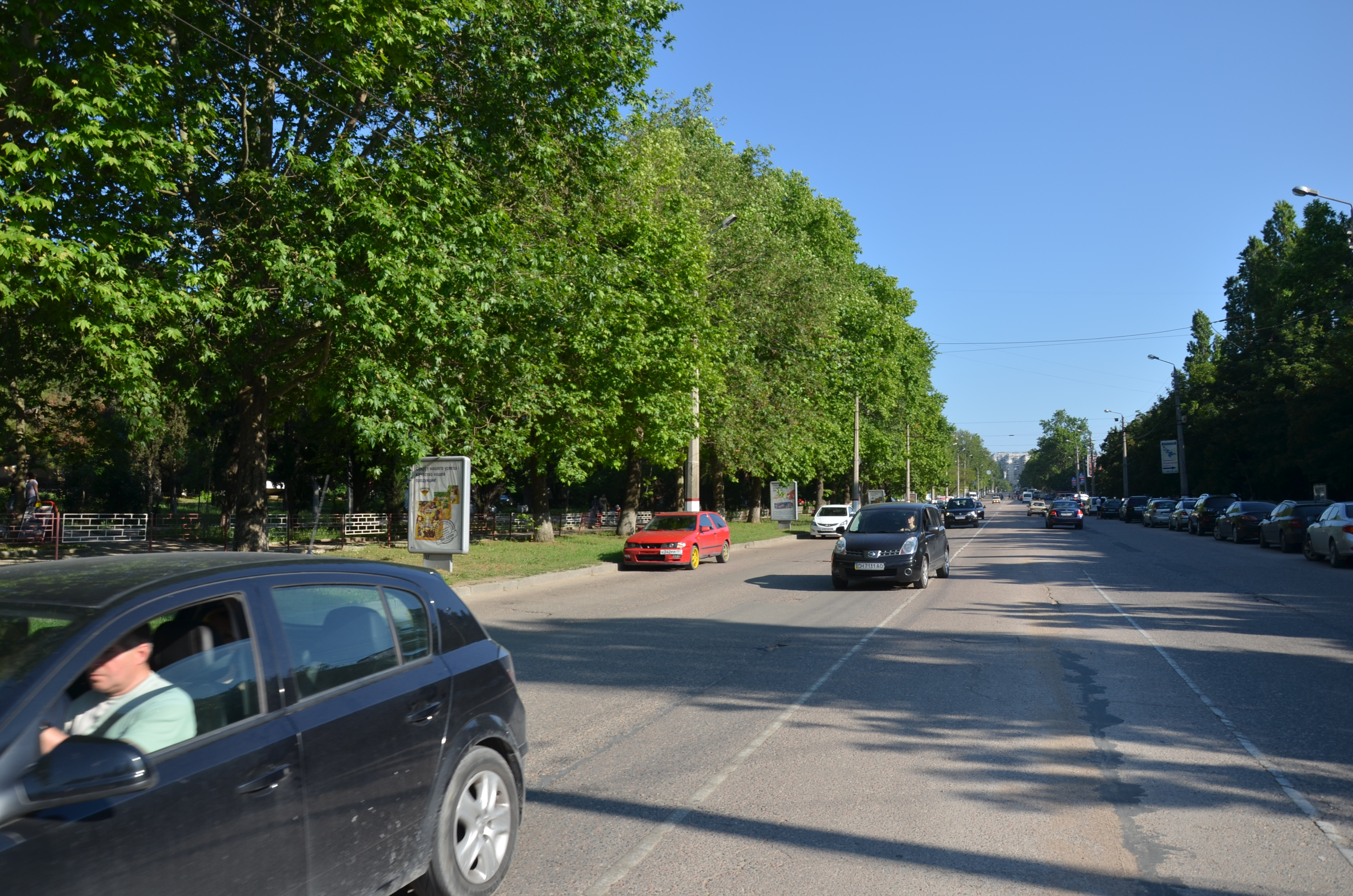
проїзна частина

- 2) Від вулиці Сілаєва до вул. Генерала Хрюкина. Забудова 70-80х років 20 століття. На цієї ділянці вулиця має розділювальну смугу, яку засаджено платанами. Тут розташовується один з двох севастопольських підземних переходів. Будинки 5,9 та 12-поверхові. Зупинки громадського транспорту «ТЦ Океан», «Гімназія № 7/Школа № 22» (або «Підземний перехід»), «Вулиця Генерала Хрюкіна».

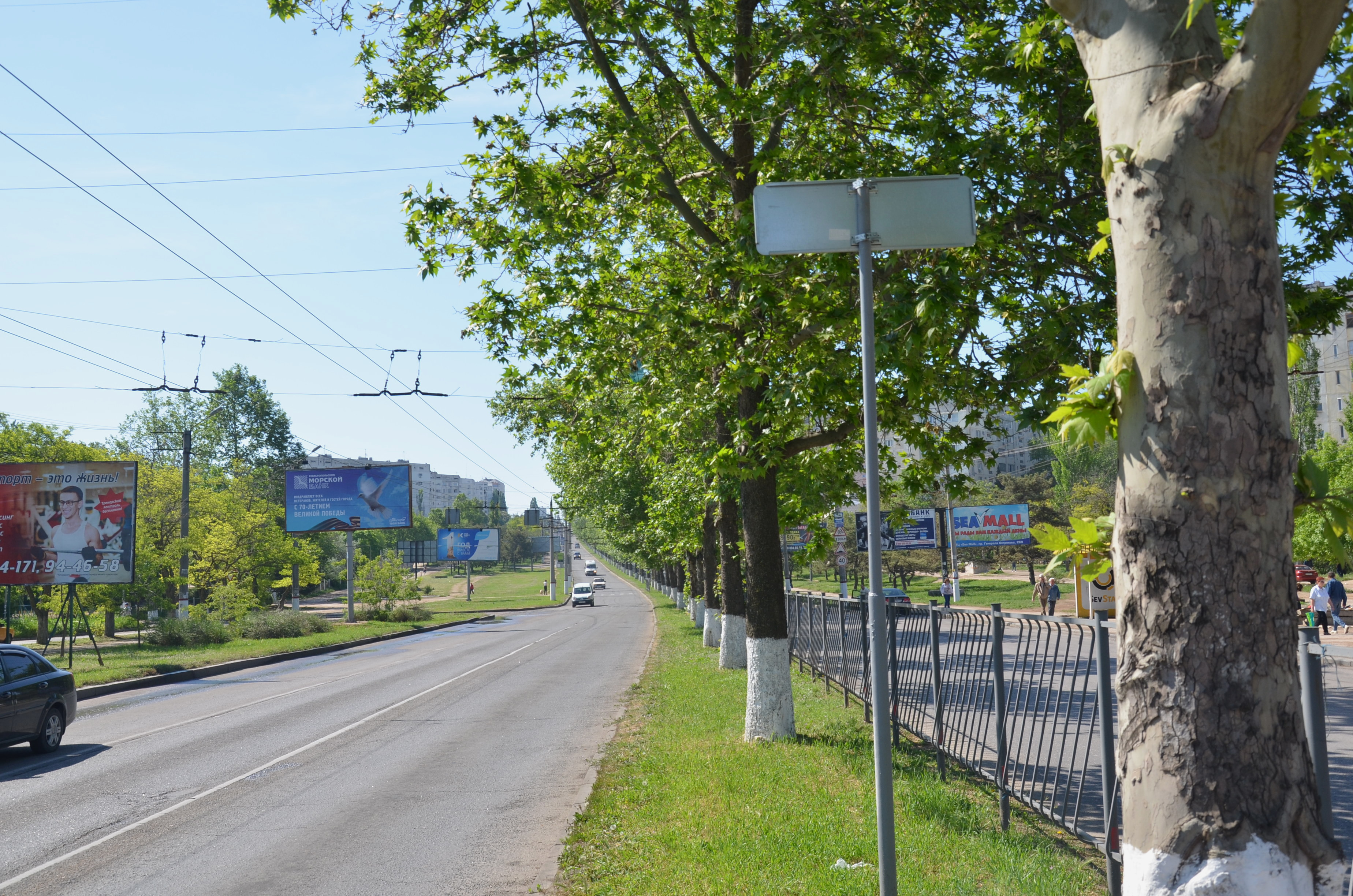
зелена розділювальна смуга
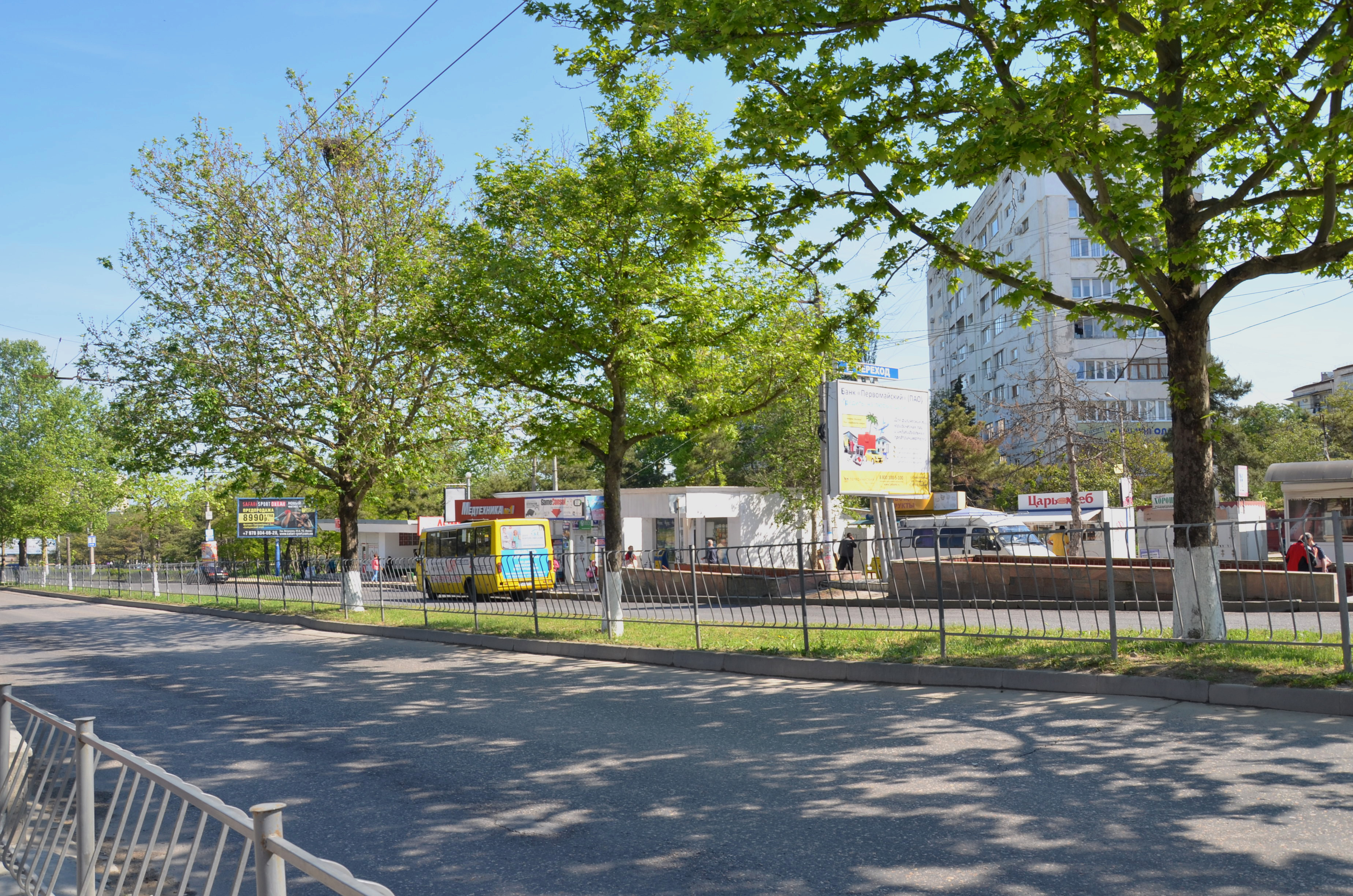
підземний перехід
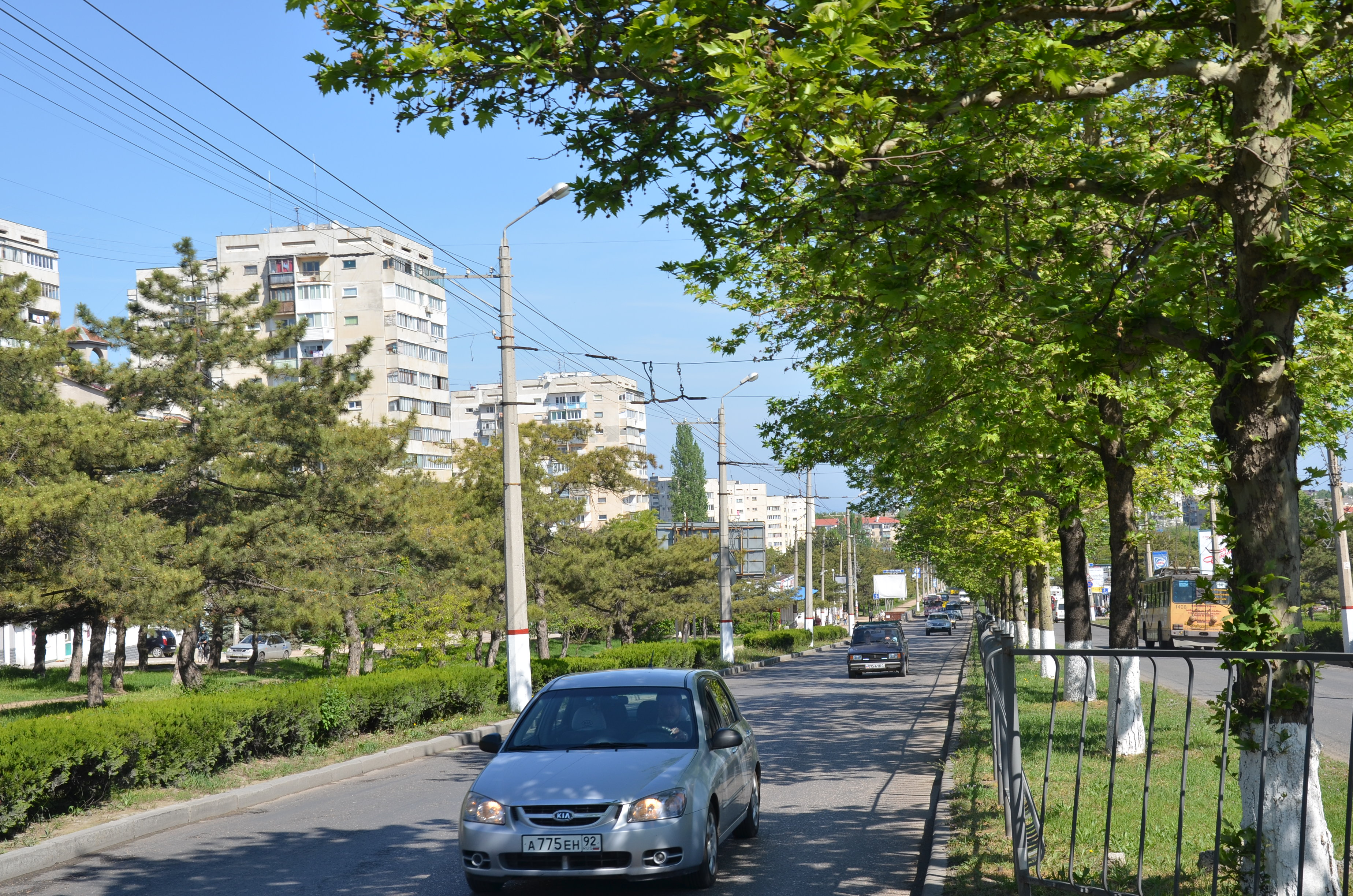

- 3) Від вул. Генерала Хрюкіна до 5-го кілометру. Забудова 80-90х років 20 століття та 21 століття. Зупинки громадського транспорту «Вулиця Генерала Лебедя», «Школа № 38», «Дитячий лікарняний комплекс», «5-й кілометр». Закінчується мікрорайоном 5-й кілометр — важливою транспортно-торговою розв'язкою міста. Тут кінцева зупинка для багатьох маршрутів громадського транспорту та приміський автовокзал (маршрути у напрямку Тернівки та Байдарської долини). Також тут зосереджені три ринки: «5-й кілометр» (речовий), «Південний» (будівельно-господарські товари) та «Кільце» (продуктовий). 5-й кілометр є найбільшим в місті перехрестям доріг. Звідси розпочинаються шляхи до міста (по вул. Острякова та вул. Хрустальова), до Фіоленту, на дві об'їзні дороги (у напрямку Камишової бухти та Сапун-гори) та на виїзд з міста у напрямку Балаклави, Сімферополя та Ялти.

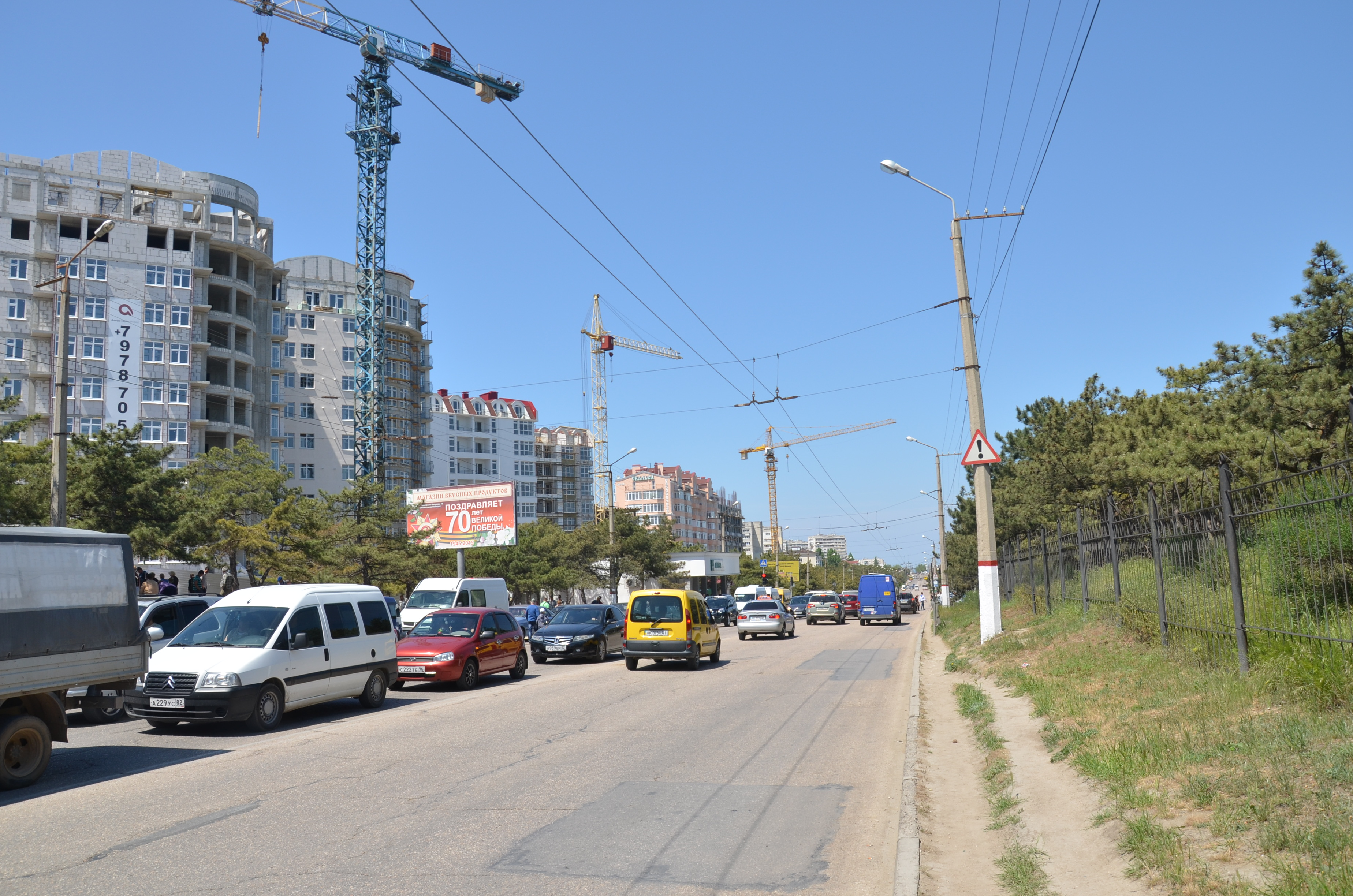
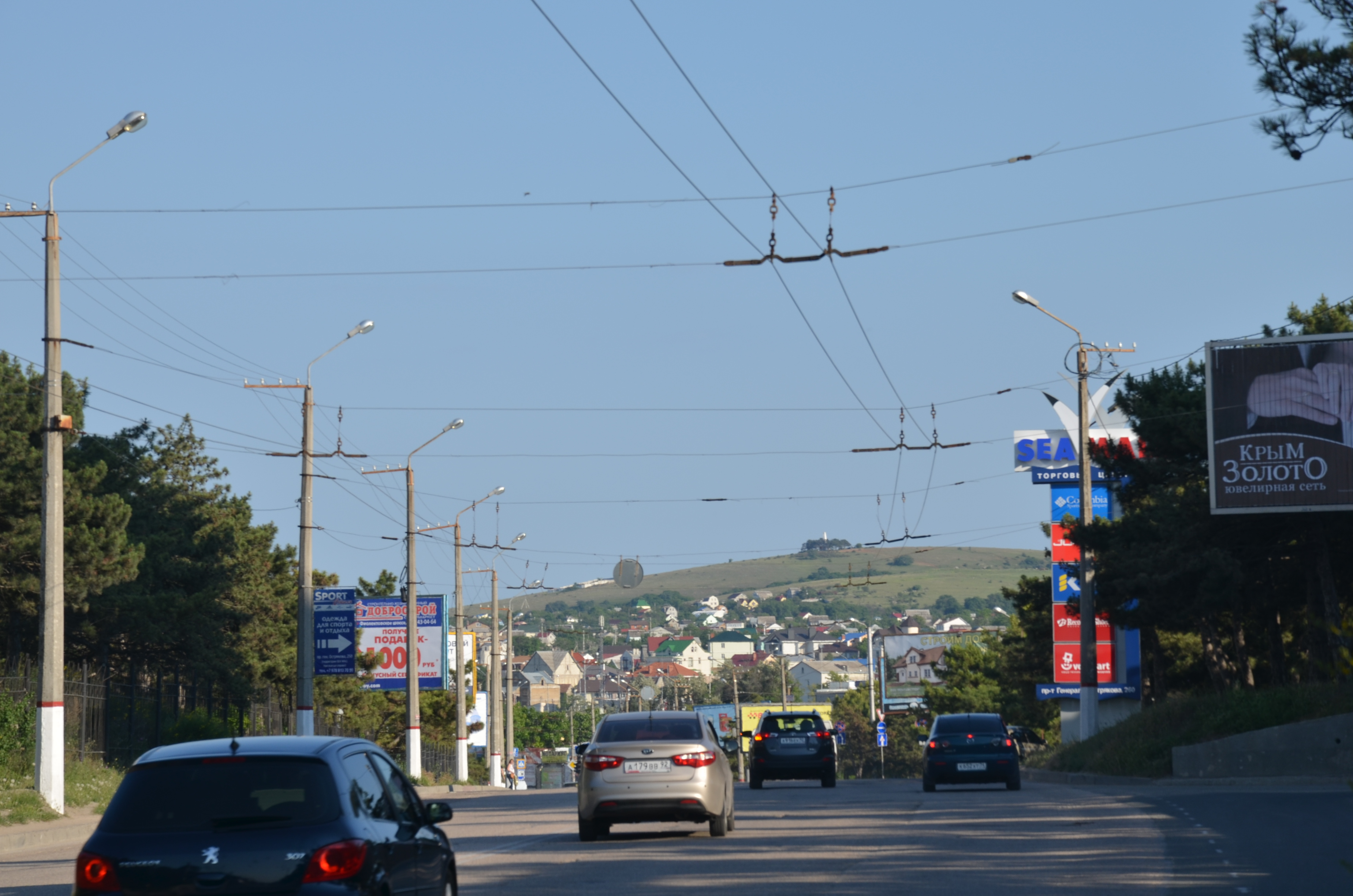
вид на висоту Гірну
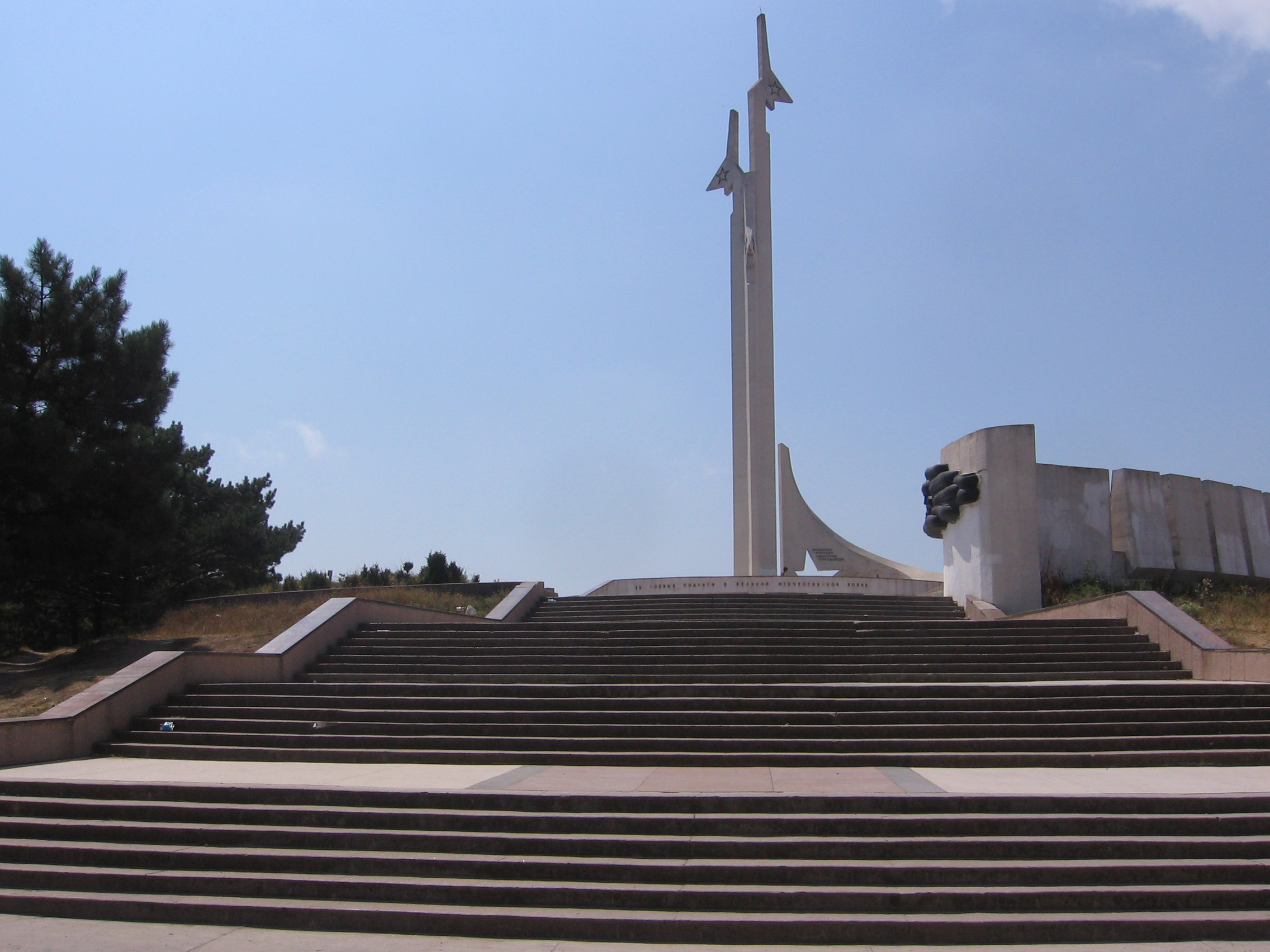
Пам'ятник мужності, героїзму авіаторів-чорноморців